# Amy Cure
Amy Cure (Burnie, Tasmània, 13 de desembre de 1992) és una ciclista australiana que ha destacat en la pista, encara que també competeix en carretera. Actualment milita a l'equip Wiggle High5. Ha guanyat onze medalles als Campionats del Món en pista, dues d'elles d'or.

## Palmarès en pista
- 2009
  -  Campiona del món júnior en Scratch
- 2010
  -  Campiona del món júnior en Persecució
  -  Campiona del món júnior en Scratch
  -  Campiona del món júnior en Persecució per equips (amb Isabella King i Michaela Anderson)
- 2014
  -  Campiona del món en Puntuació
  -  Campiona d'Austràlia en Persecució
  -  Campiona d'Austràlia en Persecució per equips
- 2015
  -  Campiona del món en Persecució per equips (amb Annette Edmondson, Melissa Hoskins i Ashlee Ankudinoff)
  -  Campiona d'Austràlia en Persecució
  -  Campiona d'Austràlia en Persecució per equips
- 2016
  -  Campiona d'Oceania en Òmnium
  -  Campiona d'Oceania en Persecució per equips (amb Annette Edmondson, Ashlee Ankudinoff i Alexandra Manly)
- 2017
  -  Campiona d'Austràlia en Puntuació

### Resultats a laCopa del Món en pista
- 2014-2015
  - 1a a Londres, en Puntuació
- 2015-2016
  - 1a a Cambridge, en Persecució per equips
- 2016-2017
  - 1a a Cali, en Persecució per equips
  - 1a a Cali, en Puntuació
  - 1a a Los Angeles, en Madison

## Palmarès en ruta
- 2012
  - Vencedora d'una etapa a la Ster Zeeuwsche Eilanden
- 2013
  - 1a al Tour de Feminin-O cenu Českého Švýcarska i vencedora de 2 etapes
  - Vencedora d'una etapa del Trofeu d'Or